# Anomiopus latistriatus
Anomiopus latistriatus är en skalbaggsart som beskrevs av Canhedo 2006. Anomiopus latistriatus ingår i släktet Anomiopus och familjen bladhorningar. Inga underarter finns listade i Catalogue of Life.